# Prathapachandran
Prathapachandran (ur. 1941 r. w Omalloorze, zm. 16 grudnia 2004 r. tamże) – indyjski aktor.
Urodził się w Omalloor w dystrykcie Pathanamthitta na terenie dzisiejszej Kerali. Pracę w Mollywood rozpoczął grając w filmie Viyarppinte Vila (1962). Grywał głównie role bohaterów negatywnych, ceniony był za charakterystyczną barwę głosu i łatwość wcielania się w rolę. Wyróżniony wieloma nagrodami, występował również w produkcjach w języku tamilskim. Jego filmografia obejmuje przeszło 300 tytułów.